# 和食 (芸西村)
和食（わじき）は、高知県安芸郡芸西村の大字。郵便番号は781-5701（甲）、781-5702（乙）（いずれも安芸郵便局管区）。本項ではかつて同区域に存在した安芸郡和食村（わじきむら）についても記す。

## 地理
芸西村の東半、土佐湾に面した和食川河口域および赤野川上流域にあたる。西で西分・馬ノ上、北で久重、東で安芸市赤野乙・穴内甲・小谷に接する。海岸沿いを東西に国道55号および土佐くろしお鉄道阿佐線が通過し、和食駅が所在。

### 海洋
- 土佐湾

### 河川
- 和食川
- 赤野川

## 歴史
- 幕末 - 安芸郡和食村が存在。「旧高旧領取調帳」の記載によると高知藩領。
- 明治4年7月14日（1871年8月29日） - 廃藩置県により高知県の管轄となる。
- 1889年（明治22年）4月1日 - 町村制の施行により、近世以来の和食村が単独で自治体を形成。
- 1954年（昭和29年）7月20日 - 和食村が馬ノ上村・西分村と合併して芸西村が発足。同村の大字となる。

## 交通

### 鉄道路線
- 土佐くろしお鉄道
  - 阿佐線
    - 和食駅

1974年まで土佐電気鉄道安芸線の和食駅が所在した。

### バス
高知東部交通
- 安芸線
  - 県庁前・桟橋車庫 - はりまや橋 - 南国バイパス - JA高知病院 - 小篭通 - 後免町 - 野市龍河洞通 - 赤岡南町 - 夜須駅 - 手結 - 和食 - 安芸営業所 - ヤマト前 - 安芸駅

芸西村営バス
- 代替（過疎）バス
  - 和食駅 - 馬ノ上 - 瓜生谷 - 久重

### 道路
- 国道55号
- 高知県道216号羽尾琴浜線
- 高知東部自動車道（2021年開通予定）
  - 芸西東インターチェンジ

## 施設
- 芸西村立芸西中学校
- 芸西村立芸西小学校
- 芸西村立芸西幼稚園
- 芸西村立芸西保育所
- 芸西郵便局
- 芸西村立図書館
- 琴ヶ浜松原野外劇場
- 憩ヶ丘運動公園
- 芸西村クリーンセンター
- 津野集会所